# Beremennyj
Beremennyj (russisk: Беременный) er en russisk spillefilm fra 2011 af Sarik Andreasjan.

## Medvirkende
- Dmitrij Djuzjev - Sergej Dobroljubov
- Anna Sedokova - Diana Dobroljubova
- Mikhail Galustjan - Zjora
- Ville Haapasalo
- Dmitrij Sjarakois - Dr. Tikhonov